# 언더피프틴
《UNDER 15》는 MBN에서 2025년 3월 31일부터 방송 예정되었던 예능 프로그램이다.

## 참가자
- 김주은
- 황승아